# Лейпалингис
Лейпалингис (лит. Leipalingis, старое название Лейпуны) — местечко в Друскининкайском самоуправлении Алитусского уезда Литвы, в 12 км к северо-западу от Друскининкая. Административный центр Лейпалингской сянюнии. Население — 1552 человека (2011 г.).

## Название
Топоним Лейпуны, по-видимому, образован от ятвяжского названия липы — лейпа.

## История

### Великое княжество Литовское
Первое письменное упоминание о Лейпалингисе датируется 1504 годом. В то время деревня входило в состав Гродненского повета Трокского воеводства.
В XVI веке Лейпалингис находился во владении Сапегов, которые построили здесь церковь (позднее — костёл). После Сапегов местечко перешло к Мосальским, а в конце XVIII века — к Плятерам.

### Под властью Российской империи
В результате третьего раздела Речи Посполитой в 1795 году Лейпалингис оказался в составе Пруссии, в 1807 году, по Тильзитскому мирному договору, в составе Российской империи, в Сейнском уезде Августовской губернии.
В 1806—1826 годах в Лейпалингисе построили каменный костел. В 1807 году здесь начала работать школа, в 1906 году — библиотека. На 1827 год в Лейпалингисе было 43 здания. Во времена Первой мировой войны в 1915 году город был оккупирован немецкими войсками.

### Новейшее время
По Рижскому мирному договору 1921 года Лейпалингис вошёл в состав Литвы. Во время Второй мировой войны, с июня 1941 до 1944 года местечко находилось под оккупацией нацистской Германии.
9 сентября 1941 года по приказу нацистских оккупационных властей были расстреляны 155 человек, принадлежащих к местной еврейской общине.
После перехода города под контроль СССР власти депортировали 51 жителя города в Сибирь. Лейпалингис и его окрестности были одним из центров литовского движения сопротивления. После восстановления независимости Литвы в 1991 году во дворе бывшего штаба НКВД в Лейпалингисе были обнаружены тела 47 расстрелянных литовских партизан.

В 1990-е годы власти Литвы включили Лейпалингис в официальный этнографический регион Дзукия.

Город на старых фотографиях
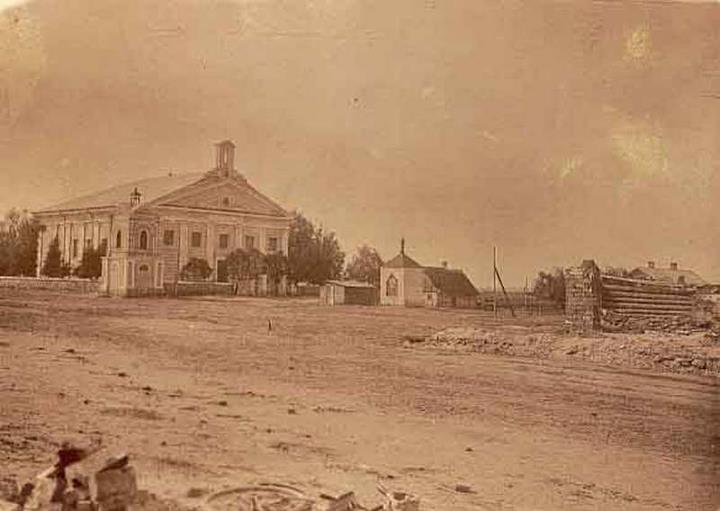
Церковь на Рыночной площади, 1915 год
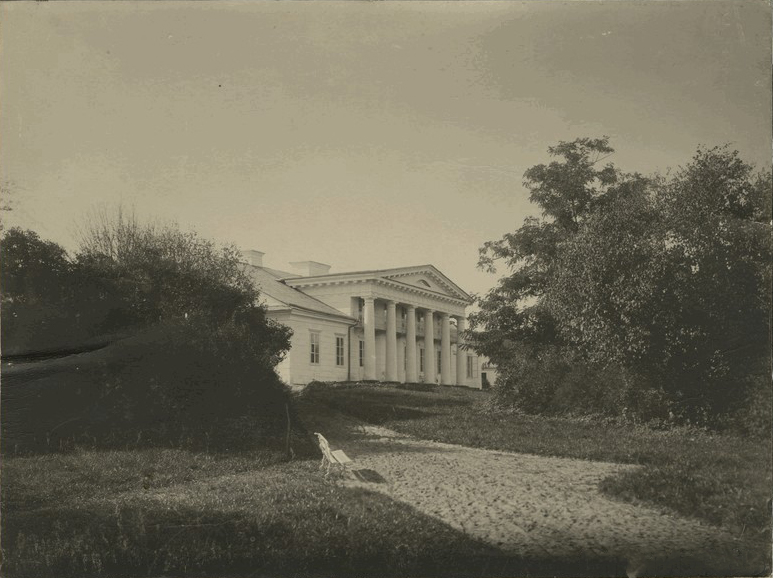
Дворец Крушевских, 1900-е годы
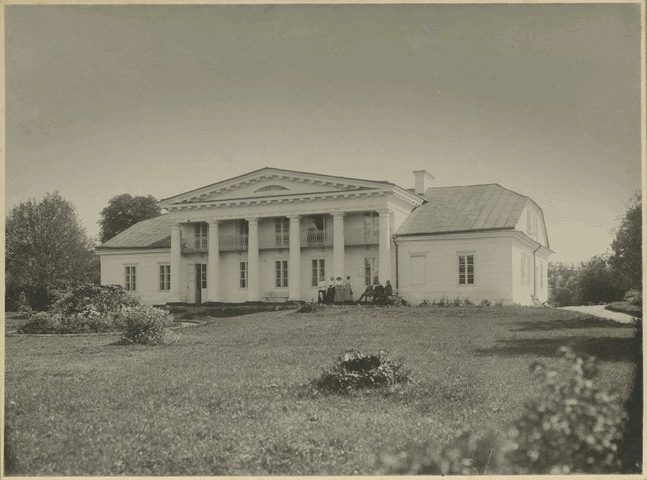
Дворец, 1900-е годы
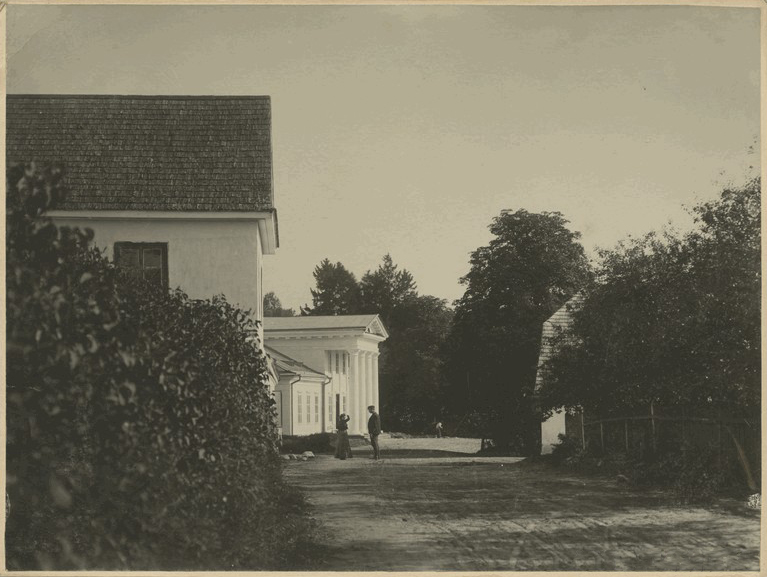
Дворец, 1900-е годы

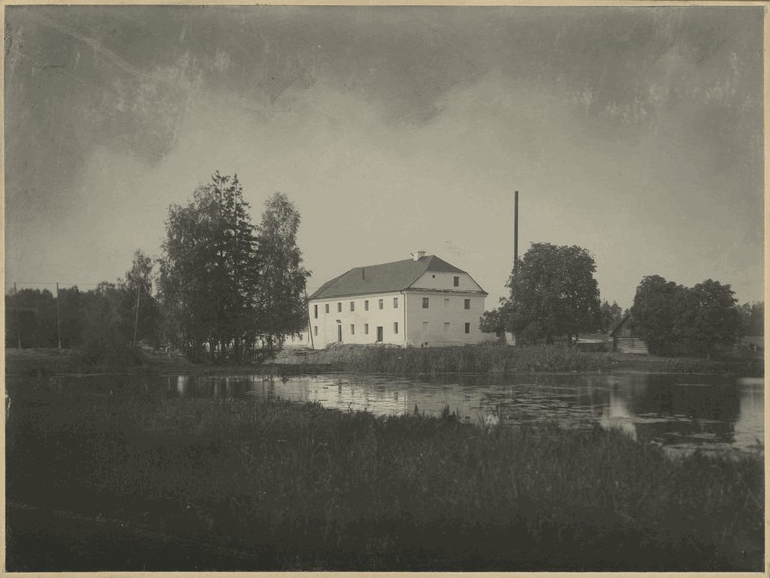
Флигель, 1900-е годы
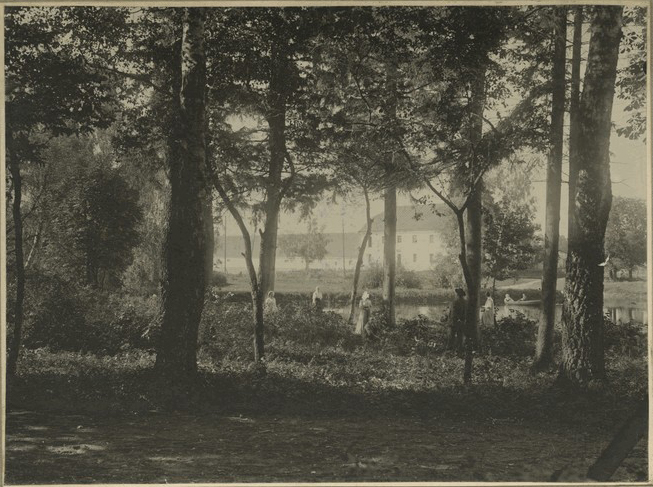
Парк, 1900-е годы
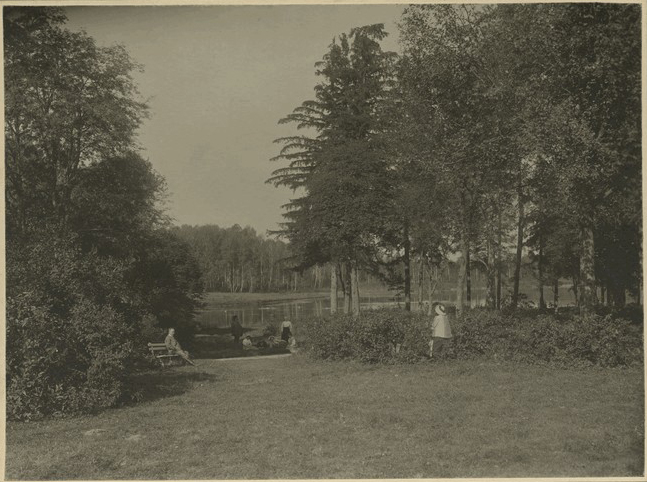
Парк, 1900-е годы
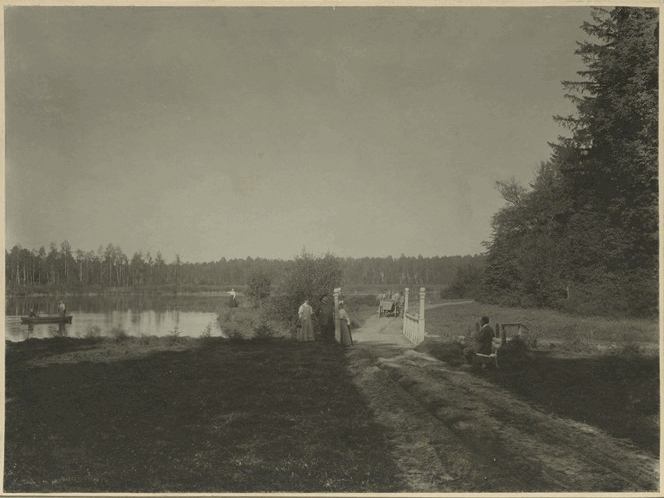
Парк, 1900-е годы

## Население
- XIX век : 1827 г. — 323 чел.[1]
- XXI век : 2011 г. — 1552 чел.

## Достопримечательности
- Костёл Успения Пресвятой Девы Марии (1806—1826 гг.)
- Еврейское кладбище
- Усадьба Крушевских (XVIII—XIX вв.)
- Братская могила воинов Красной армии
- Курган в окрестностях

## Галерея

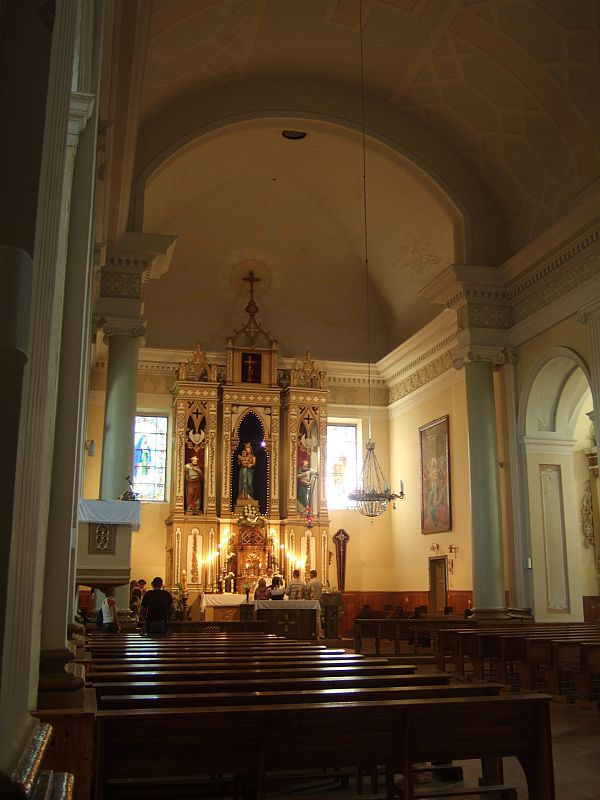
Интерьер костёла
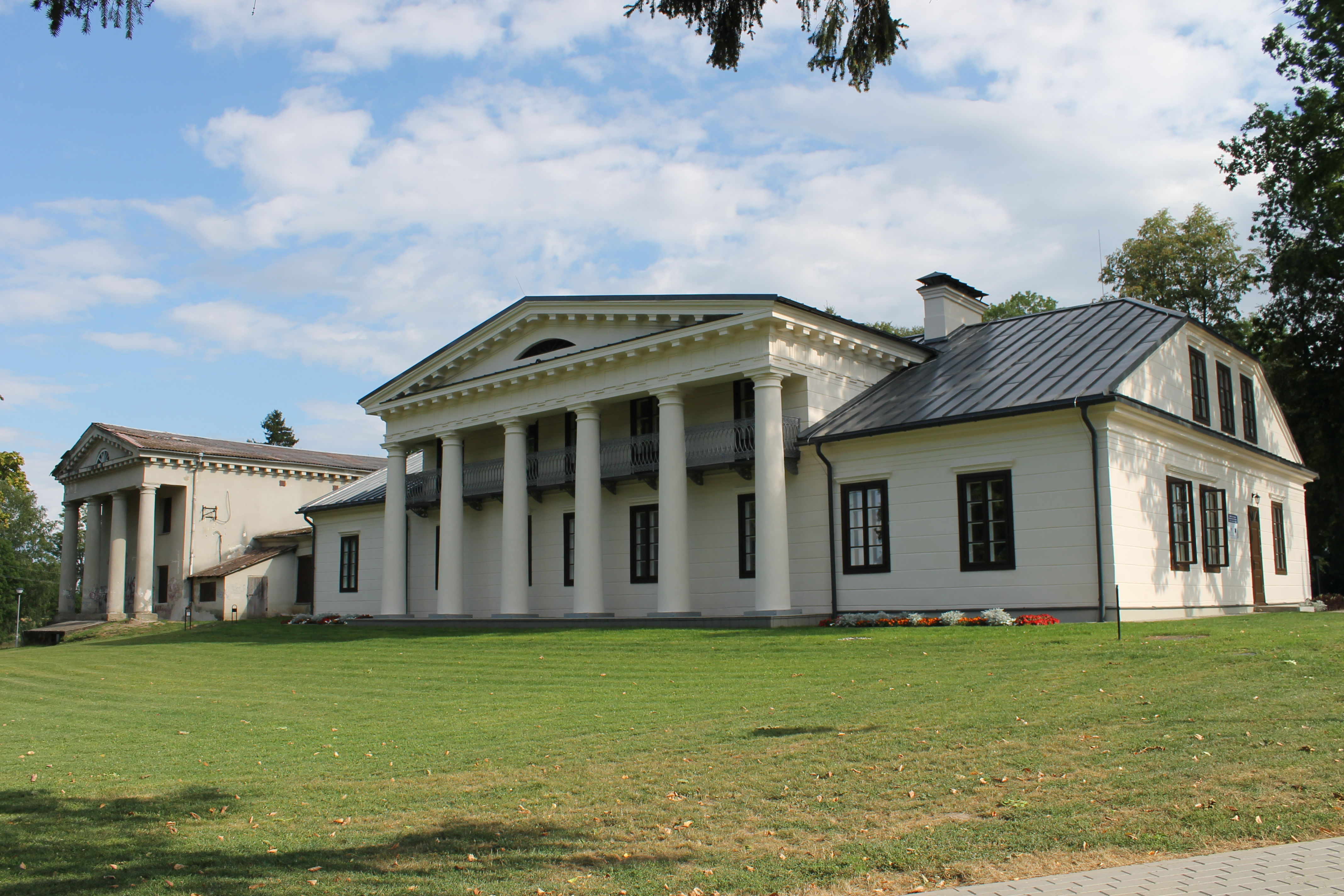
Дворец Крушевских
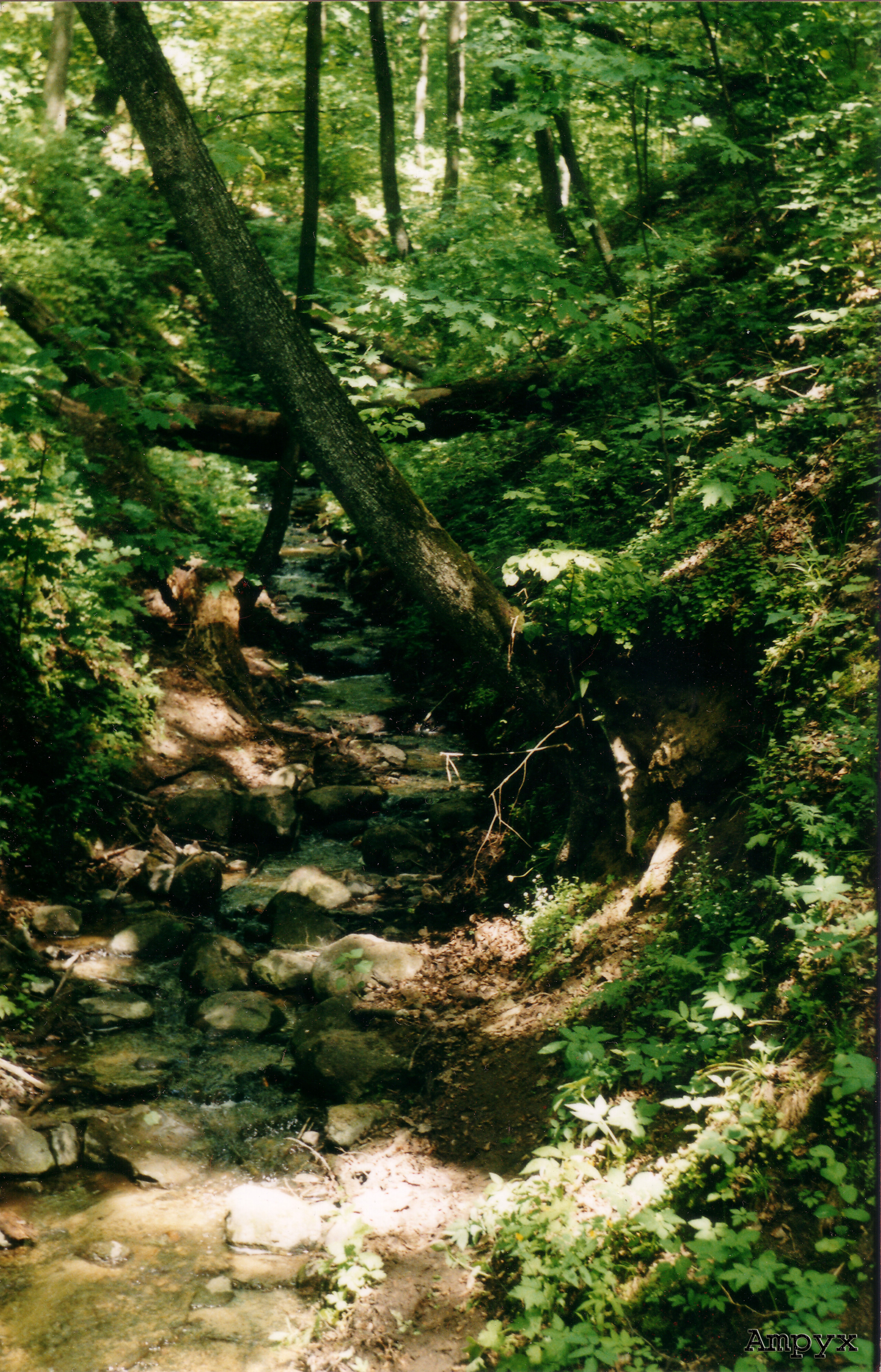
Парк